# Jorge Zabalza
Jorge Pedro Zabalza Waksman, també conegut pel pseudònim «El Tambero», (Minas, 1943 - Montevideo, 23 de febrer de 2022) va ser un polític uruguaià, militant del Moviment d'Alliberament Nacional-Tupamaros, i regidor de la Junta Departamental de Montevideo.

## Trajectòria
Va ser fill de Pedro Zabalza Arrospide, dirigent del Partit Nacional amb una destacada actuació al departament de Lavalleja. El seu germà, Ricardo, també tupamaro, va morir durant una acció armada organitzada pel grup el 8 d'octubre de 1969. Jorge va ser empresonat pels militars en temps de la Dictadura militar de l'Uruguai (1973-1985), per a ser alliberat més endavant.
El 1994 va ser elegit regidor pel departament de Montevideo i va arribar a ser president de la Junta. El 1997 es va oposar a una mesura política del llavors intendent del departament, Mariano Arana, la qual cosa va provocar la renúncia de Tabaré Vázquez a la presidència de la coalició política esquerrana del Front Ampli. El llibre Cero a la izquierda, de Federico Leicht, narra la seva història, sobretot en relació estreta amb l'extradició de tres ciutadans bascos acusats de pertànyer a l'organització armada Euskadi Ta Askatasuna (ETA).
Durant els seus darrers anys de vida va formar part del moviment polític Assemblea Popular. El novembre de 2019, en plena campanya de la segona volta de les eleccions presidencials, va manifestar davant les càmeres, durant el recorregut que feia el candidat frontamplista Daniel Martínez Villamil pel barri de Santa Catalina, que l'obra inconclusa de la regasificadora Gas Sayago va fer perdre 150 milions de dòlars a l'estat uruguaià. També es va convertir en un gran crític de l'expresident José Mujica, a qui acusava de transformar el seu passat en un «relat èpic» i d'haver-se convertit en un «operador del capitalisme». En particular, va ser molt crític amb la «història esbiaixada» que es relata a la pel·lícula d'Emir Kusturica El Pepe, una vida suprema. A finals de 2019 va publicar el llibre La leyenda insurgente.
Va morir a la 1:45 hores del 23 de febrer de 2022, a l'Hospital de Clínicas de Montevideo, per causa d'un càncer d'esòfag. Internat des del gener i en fase terminal, va passar els seus darrers dies al centre mèdic malgrat que la intenció de la família era poder-lo traslladar al seu domicili del barri de Santa Catalina.